# تیم پوئتز
 تیم پوئتز (انگلیسی: Tim Puetz؛ زادهٔ ۱۹ نوامبر ۱۹۸۷) یک تنیس‌باز اهل آلمان است.